# Lai Xiaoxiao
Lai Xiaoxiao (chinesisch 赖晓晓 Lài Xiǎoxiǎo; * 3. Dezember 1993 in Guangde, China), auch bekannt als Sunny Lai, ist eine chinesische Wushu-Taolu-Sportlerin und Weltmeisterin.

## Werdegang
Lai wurde im Dezember 1993 in Guangde in der chinesischen Provinz Anhui geboren. Im Alter von sieben Jahren begann sie an der Zhenlong-Grundschule im Kreis Guangde mit dem Wushu-Training und trat am 1. Dezember 2003 dem Wushu-Team der Provinz Anhui bei. Außerdem wurde sie an die Sportschule der Provinz Anhui versetzt. Nach ihrem Abschluss an der Provinzsportschule schrieb sich Lai an der East China University of Science and Technology ein und erreichte 2017 ihren Bachelor-Abschluss. An der Anhui Normal University absolvierte sie anschließend einen Master-Abschluss in Sportpädagogik.

## Sportliche Laufbahn
Lais erster internationaler Wettkampf war die Wushu-Weltmeisterschaft 2015 in Jakarta, Indonesien, wo sie Weltmeisterin im Qiangshu (Speer-Form) der Damen wurde. Außerdem gewann sie bei der Taolu-Weltmeisterschaft 2016 in Fuzhou, China, eine weitere Goldmedaille im Qiangshu. Im darauffolgenden Jahr nahm sie an den Landesmeisterschaften 2017 teil und gewann die Silbermedaille im Changquan-Mehrkampf (Langfauststil) der Damen. Bei den National Games of China 2021 erreichte Lai den ersten Platz im Changquan-Mehrkampf. Bei den World Games 2022 gewann Lai die Goldmedaille im Changquan der Damen. 2023 wurde sie Landesmeisterin im Shuangjian (Doppelschwert). Im September 2023 gewann sie bei den Asienspielen in Hangzhou die Goldmedaille im Jianshu-Qiangshu-Wettbewerb (Übungen mit zweischneidigem Schwert und Speer, unabhängig voneinander gezeigt). Die Asienspiele 2022 waren aufgrund der COVID-19-Pandemie um ein Jahr verschoben worden.